# Crawford (motorfiets)
Crawford is een Amerikaans historisch merk van motorfietsen.
Het verkocht in de periode 1911 tot (waarschijnlijk) circa 1915 motorfietsen met Spacke-V-twins die geassembleerd waren door de Excelsior Cycle Company in Chicago.
Deze fabriek bouwde motorfietsen die ze onder de eigen merknaam De Luxe verkocht, maar in vrijwel ongewijzigde vorm ook leverde aan Crawford, Eagle, Sears en Dayton (een vroege vorm van badge-engineering).
Toen de Excelsior Cycle Company in 1915 de productie staakte, viel ook het doek voor de andere merken, waaronder Crawford.